# Jean-Paul Brigger
Jean-Paul Brigger (* 14. Dezember 1957 in St. Niklaus) ist ein ehemaliger Schweizer Fussballspieler und Fussballtrainer.

## Karriere als Spieler
Brigger spielte als Junior in seinem Heimatort beim FC Niklaus und beim FC Visp. 1977 wechselte er zum Traditionsverein FC Sion, wo er bis 1982 spielte. 1982–1985 war er beim Servette FC unter Vertrag. 1983 wurde er Schweizer Torschützenkönig. Im Jahre 1985 wechselte er zurück zum FC Sion, bei dem er 1992 seine Karriere beendete. Zwischen 1979 und 1988 gehörte er der Schweizer Fussballnationalmannschaft an und absolvierte 35 Partien, in denen er drei Treffer erzielte. Brigger gewann in seiner Karriere zweimal die Meisterschaft und viermal den Cup.

## Karriere als Trainer und Sportfunktionär
Brigger trainierte von Juli 1992 bis Januar 1993 den FC Sion und von Juli 1994 bis Februar 1997 den FC Luzern. Von 1999 bis Ende 2003 und wieder von 2005 bis 2017 arbeitete er für die FIFA. Von Januar bis Dezember 2004 war er kurzzeitig Sportchef des Grasshopper-Club Zürich. Auf die Saison 2017/18 hin übernahm Brigger das Amt des Delegierten des Verwaltungsrats im FC Basel. Nach nur einem Jahr verliess Brigger den Club aber wieder. Seit Januar 2019 ist er Sportchef bei der Amateurmannschaft FC Naters Oberwallis.

## Ehrungen
- 1992 Schweizer Fussballer des Jahres
- Zu seinen Ehren wurde einer der drei Sportplätze in St. Niklaus nach ihm benannt.